# Wohn- und Wirtschaftsgebäude Feldhausen 19
Das Wohn- und Wirtschaftsgebäude Feldhausen 19 in der niedersächsischen Gemeinde Lilienthal-Feldhausen im Landkreis Osterholz stammt aus der Mitte des 19. Jahrhunderts.
Aktuell (2025) wird es auch zum Wohnen genutzt.
Das Gebäude steht unter Denkmalschutz (siehe auch Liste der Baudenkmale in Lilienthal).

## Geschichte und Beschreibung
Lilienthal geht auf die Gründung des Klosters Lilienthal im 13. Jahrhundert zurück. Der Ortsteil Feldhausen liegt südwestlich von Lilienthals Kern.
Das eingeschossige giebelständige verklinkerte Gebäude als Zweiständer-Hallenhaus in Backsteinmauerwerk und mit reetgedecktem Krüppelwalmdach, Niedersachsengiebel mit Uhlenloch und Grooter Door mit segmentbogigem Abschluss wurde 1867 für „Johann Hinrich (?)oddias und seiner Ehefrau Mella“ (Inschrift) gebaut. Gemauert wurde es im Kreuzverband, gestaltet mit Gesimsen am Wohn- und Lisenen, Gesimsen und Ortgangverzierung am Wirtschaftsgiebel sowie mit Gusseisenanker in Form von Rosetten. Die Öffnungen haben Segmentbögen. Das Haus steht weit von der Straße zurückversetzt.
Das Landesdenkmalamt befand u. a.: „… frühes Beispiel eines massivierten Hallenhauses in Backstein …“